# Сабурова, Юлия Николаевна
Юлия Николаевна Сабурова (1862—1938) — русская виолончелистка.
Родилась 18 (30) марта 1862 года в Кирсановском уезде Тамбовской губернии в имении отца Николая Александровича Бологовского. Её мать, Юлия Карловна, была дочерью Тамбовского губернатора Карла Карловича Данзаса. Крестили её 15 апреля 1862 года в Спасо-Преображенском кафедральном соборе Тамбова.
В 1880 году она поступила в Санкт-Петербургскую консерваторию, в класс музыканта-виолончелиста и талантливого педагога профессора К. Ю. Давыдова. Но после смерти отца ей пришлось зарабатывать средства на обучение уроками. Помогали старые друзья семьи, в первую очередь — дирижер и композитор Эдуард Направник. В последний год занятий класс виолончели вёл А. В. Вержбилович. в мае 1888 года Юлия Николаевна Бологовская получила диплом и начала активную концертную деятельность — в России и за границей; выступала в Константинополе, Берлине, Дрездене, Париже, Ницце, Афинах. Одновременно, она продолжала совершенствовать своё мастерство: в Дрездене брала уроки у немецкого виолончелиста Ф. Грюцмахера, в Париже занималась с профессором консерватории Дельсартом.
В Ницце в феврале 1894 года она познакомилась и вскоре вышла замуж за  морского офицера А. В. Сабурова. Однако семейная жизнь не сложилась, и в 1905  году вместе с сыном Николаем она переехала в Смоленск, к сестре. Концертная деятельность была прекращена; Сабурова стала преподавать музыку и хоровое пение в женской гимназии, ставила оперы-сказки, открыла частную музыкальную школу, принимала активное участие в создании симфонического общества (1909).
После Октябрьской революции она выступала с концертами перед красноармейцами, рабочими и студентами, создавала общедоступную народную консерваторию. С 1935 года вела класс виолончели в музыкальной школе имени Глинки.
Умерла в Смоленске 10 декабря 1938 года.